# Programowalna macierz logiczna
Programowalna macierz logiczna, PLA (od ang. programmable logic array) – rodzaj układów programowalnych PLD zawierających dwie macierze programowalne: AND oraz OR. 
W układzie PAL jest tylko jedna matryca AND, a bramki OR są wbudowane. W układach PLA natomiast funkcję bramek OR pełni właśnie druga programowalna macierz OR, co czyni te układy dużo bardziej elastycznymi.